# Oxystomina insulaealbae
Oxystomina insulaealbae är en rundmaskart som beskrevs av Nikolai Nikolaievich Filipjev 1927. Oxystomina insulaealbae ingår i släktet Oxystomina och familjen Oxystominidae. Inga underarter finns listade i Catalogue of Life.